# 小池善吉
小池 善吉（こいけ ぜんきち、1915年10月27日 - 2001年2月20日）は日本の歴史学者。群馬県吾妻郡中之条町生まれ。

## 学歴
- 1928年（昭和3年）中之条尋常高等小学校卒業
- 1933年（昭和8年）旧制群馬県立前橋中学校卒業
- 1941年（昭和16年）旧制新潟高等学校卒業
- 1943年（昭和18年）東京帝国大学文学部社会学科卒業

## 略歴
東京帝国大学文学部を卒業後、約二年の兵役を経て1947年（昭和22年）に群馬青年師範学校講師、1948年（昭和23年）に群馬青年師範学校教授となり、1949年（昭和24年）には群馬大学助教授（学芸学部）を兼任する（1950年（昭和25年）群馬青年師範学校廃止に伴い兼任解除）。1967年（昭和42年）には群馬大学教授（教養学部）教育学部併任となり、1981年（昭和56年）群馬大学を退官する。その後は、高崎短期大学教授、同大学生部長、上武大学商学部教授となる。のち郷里である群馬県中之条町の中之条町立歴史民俗資料館館長に就任。その他、1971年（昭和46年）から中之条町誌編集委員長、1974年（昭和49年）から群馬県史編纂調査委員専門委員など、各種歴史辞典や自治体史書の編集委員などを歴任。
吾妻地方の山村・農村研究や中之条町の郷土史研究活動に従事。吾妻地方の民俗学的価値の高い行事や風俗、食生活などについて多くの論文を執筆。その研究成果は高く評価されており、群馬県における歴史学の権威として活躍した。
1991年、勲三等旭日中綬章を受章。2001年2月20日、心筋梗塞のため死去。

## おもな著作・論文
- 地方の時代の都市山間再生の方途（1997）日本経済評論社
- 利根川上流地域の開発と産業（1998）日本経済評論社
- 開発の断面-地域・産業・環境（1996）日本経済評論社
- 群馬の村落構造（1981）小池善吉先生退官記念著書刊行会
- 中之条町民の日記に見る明治・大正・昭和の歴史　上・下（1988）上毛新聞社
- 近世中之条町の社会構造　上・下
- 江戸時代の中之条町
- 明治前期の中之条町　上・中・下
- 明治後期の中之条町　上・中・下
- 大正時代の中之条町
- 昭和時代の中之条町
- 中之条町誌
- 中之条いまむかし
- 小池家五代記―中之条町政右エ門家の歴史―
- 明治後期における地方青年の思想と行動I : 群馬県吾妻郡東部地方の青年について　群馬大学教養部紀要第10巻（1976）
- 明治後期における地方青年の思想と行動II : 群馬県吾妻郡東部地方の青年について　群馬大学教養部紀要第11巻（1977）
- 明治〜大正期の地方青年の思想と行動 －地方改良運動における吾妻郡東部の青年会の事例について－　群馬大学教養部紀要第13巻（1979）
- 農村社会運動と村落社会I　－大正前期の群馬県報徳社運動村の事例について－　群馬大学教養部紀要第14巻（1980.9）
- 農村社会運動と村落社会II　－一九三〇年代前半期群馬県の経済更生運動の事例から－　群馬大学教養部紀要第15巻（1981.9）
- 日露戦争後の群馬県　地方改良運動と報徳社（上）　群馬県史研究10号（1979.9）
- 日露戦争後の群馬県　地方改良運動と報徳社（下）　群馬県史研究12号（1980.9）
- 第一次大戦後の群馬県民力涵養運動（一）　群馬県史研究18号（1983.10）
- 第一次大戦後の群馬県民力涵養運動（二）　群馬県史研究20号（1984.12）
- 明治・大正前期における北毛山村地主の家経済（一）　群馬県史研究31号（1990.3）
- 明治・大正前期における北毛山村地主の家経済（二）　群馬県史研究33号（1991.3）